# Västergötlands runinskrifter 7

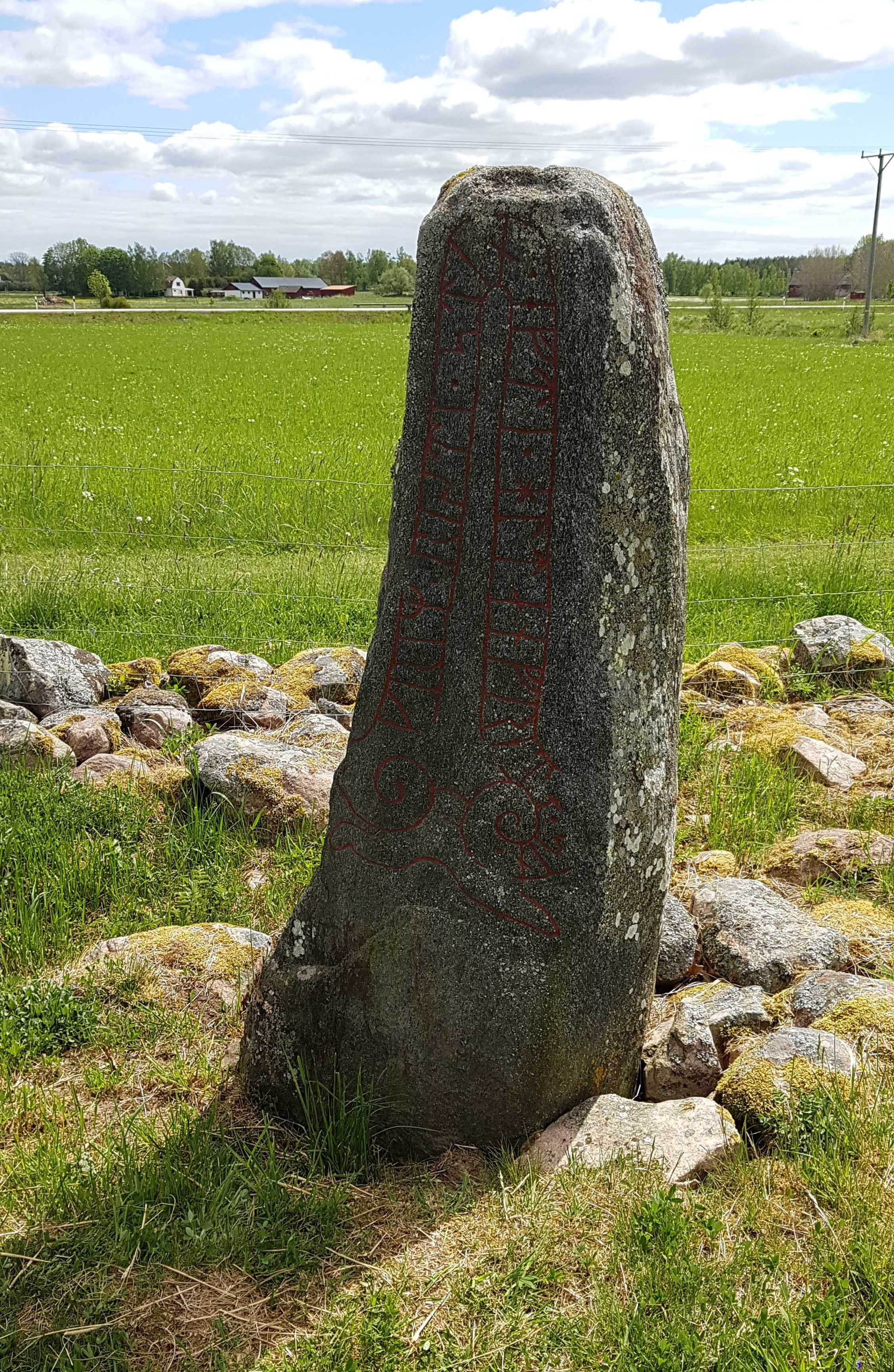
Västergötlands runinskrifter 7.

Grims runsten, Västergötlands runinskrifter 7 är en vikingatida runsten i Sörgården, Vallby, Götlunda socken och Skövde kommun. Runstenen är av gnejs och är 1,8 meter hög, 0,6 meter bred i S-N riktning, och 0,5 meter tjock. Runhöjden är 10 cm. Ristningen vetter mot norr. Stenen står på sin ursprungliga plats.

## Inskriften
Translitterering av runraden:
krim · risti · stin · efti · hltan · freta · sin ·
Normalisering till runsvenska:
Grimʀ ræisti stæin æftiʀ Halfdan, frænda sinn.
Översättning till nusvenska:
Grim reste stenen efter Halvdan, sin frände.
Ordet frände är detsamma som släkting. Det gällde även ingifta släktingarna. Namnet Halvdan betyder "halvdansk", det vill säga till hälften härstammande från Skandinavien.